# Lavskägge
Lavskägge (Trädskägge i nyöversättningen, Treebeard på engelska eller Fangorn på sindarin) är en ent i J.R.R. Tolkiens Midgård.
Lavskägge är den främsta och äldsta av enterna. Hans namn på sindarin, Fangorn, är även namnet på skogen som gränsar till Dimmiga bergen, Rohan, Isengård och Lorien där han är herre och herde. Lavskägge ser ut som en knotig gammal stubbe eller mossig gubbe och hans fullständiga namn på entspråket nämns aldrig i böckerna, då det enligt honom själv är så långt så att det skulle ta för lång tid att berätta.
I sin ungdom vandrade han omkring i pilträdslandet Tasarinan, i det gamla Beleriand som nu ligger under havet. Sedan andra åldern har han haft sin boning i Fangorn, där han vakat och väntat på entiskorna som försvunnit. Han går nu främst omkring bland de gamla träden.
Lavskägge träffar hoberna Merry och Pippin i sin skog efter att de flytt från orcherna som tog dem tillfånga vid Amon Hen. Han leder senare i historien belägringen av Isengård, efter ett långt Ente ting, och spelar en viktig roll i handhavandet av trollkarlen Saruman.
Rösten till Lavskägge görs i Peter Jacksons filmtolkning av John Rhys-Davies som även spelar dvärgen Gimli.